# Insted
Insted va ser un grup de hardcore straight edge format a Anaheim el 1986 i dissolt el 1991. La banda es va tornar a reunir el 2004 per a realitzar alguns concerts abans de separar-se definitivament.

## Components
- Kevin - veu[3]
- Bear - guitarra
- Ric - baix
- Steve - bateria

## Discografia

### Àlbums d'estudi
- 1986 - Bonds of Friendship
- 1990 - What We Believe

### EP
- 1989 - We'll Make the Difference

### Àlbums en directe
- 2005 - Live at CBGB's

### Recopilatoris
- 2000 - Bonds of Fiendship/We'll Make the Difference
- 2004 - Proud Youth: 1986-1991